# Jean-Louis Vaudoyer

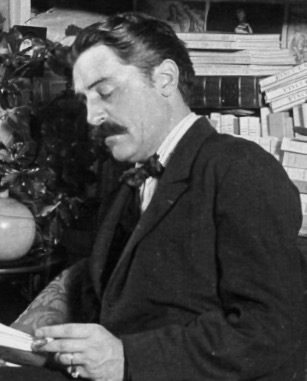
Jean-Louis Vaudoyer (1928)

Jean-Louis Vaudoyer (* 10. September 1883 in Le Plessis-Robinson, Département Hauts-de-Seine; † 20. März 1963 in Paris) war ein französischer Essayist, Kunsthistoriker, Dichter und Romancier, der zwischen 1941 und 1944 Verwaltungsdirektor der Comédie-Française war und 1950 Mitglied der Académie française wurde.

## Leben
Jean-Louis Vaudoyer stammte aus einer Architektenfamilie und war ein Sohn von Alfred Vaudoyer. Sein Ururgroßvater war der Maler Louis Jean François Lagrenée, während sein Urgroßvater Antoine Vaudoyer und sein Großvater Léon Vaudoyer Mitglieder der Académie des Beaux-Arts sowie ebenfalls bekannte Architekten waren. Auch sein älterer Halbbruder Georges Vaudoyer war als Architekt tätig, während der Ehemann seiner Halbschwester Marianne mit dem Essayisten und Historiker Daniel Halévy verheiratet war. Er selbst besuchte die École Gerson und das Lycée Carnot, wo der Schweizer Schriftsteller Robert de Traz zu seinen Schulfreunden gehörte. Im Anschluss absolvierte er ein Studium der Kunstgeschichte und Literaturwissenschaften an der École du Louvre.
Zu Beginn des 20. Jahrhunderts begann Vaudoyer seine literarische Laufbahn und gehörte neben Abel Bonnard, Charles Du Bos, Auguste Gilbert de Voisins, Émile Henriot, Edmond Jaloux, Eugène Marsan und Francis de Miomandre zum literarischen Zirkel Club des Longues moustaches, der zwischen 1908 und 1911 bestand. 1911 verfasste er das Libretto für das von Michail Fokine für die Ballets Russes choreografierte Ballett Le Spectre de la Rose in einem Akt nach der Musik von Carl Maria von Weber. 1910 wurde er Mitarbeiter des Kunstgewerbemuseums Musée des Arts décoratifs in Paris. Er nahm am Ersten Weltkrieg teil und wurde mit dem Croix de guerre geehrt. Später wurde er Konservator und Kurator des Musée Carnavalet, dessen Direktor er im Anschluss wurde. Als Kunstkritiker verfasste er Beiträge für zahlreiche Tageszeitungen und Zeitschriften wie die Revue des Deux Mondes. Am 13. Juni 1926 wurde ihm das Ritterkreuz der Ehrenlegion verliehen.
1928 wurde Vaudoyer mit dem Großen Literaturpreis der Académie française ausgezeichnet.

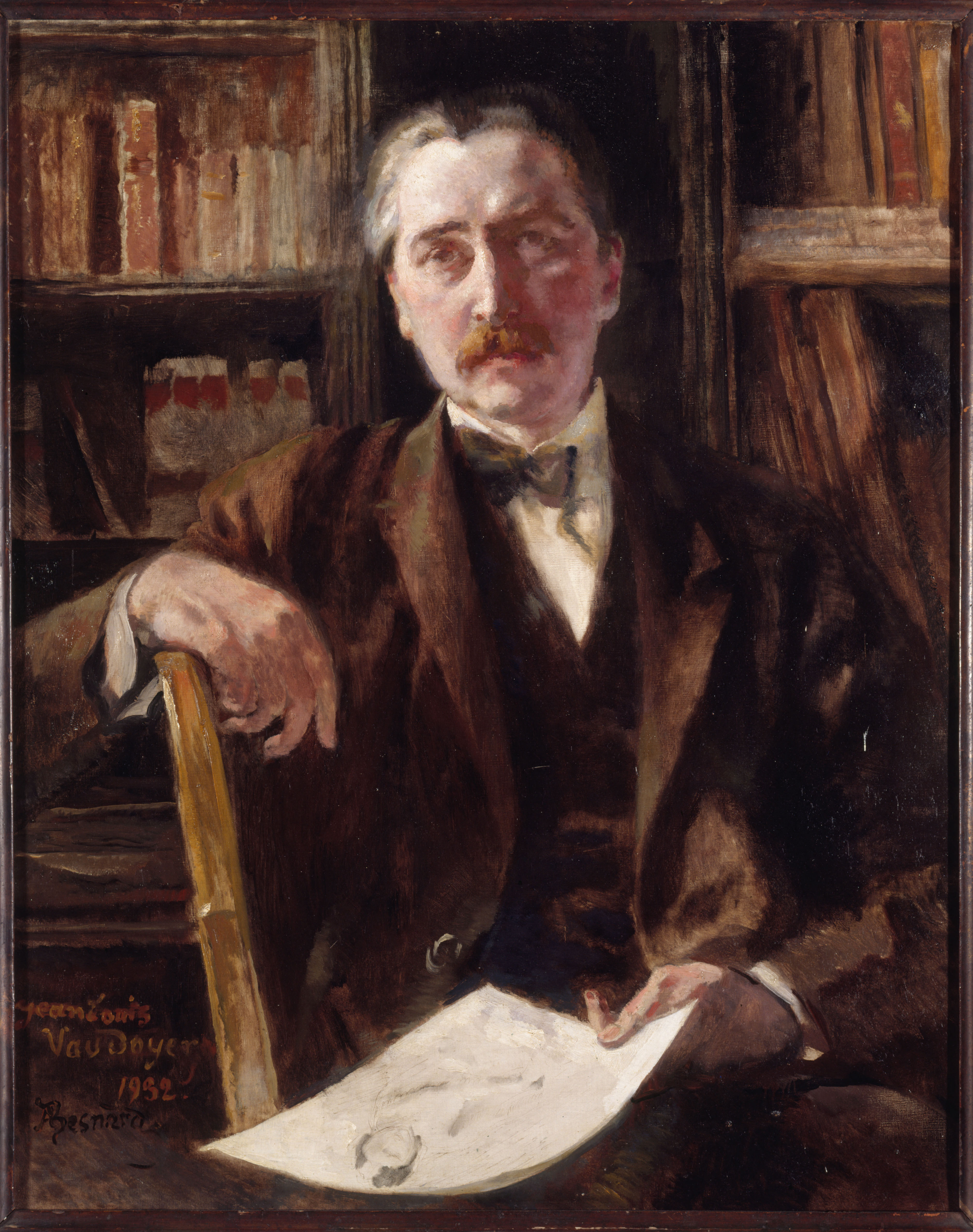
Jean-Louis Vaudoyer (Gemälde von Albert Besnard, 1932)

Er wurde am 7. März 1941 als Nachfolger von Jacques Copeau nach einer kurzen Übergangsleitung durch Léon Lamblin Verwaltungsdirektor der Comédie-Française und bekleidete diese Funktion bis zu seinem Rücktritt am 23. März 1944, woraufhin André Brunot sein Nachfolger wurde.
Nach dem Tode von Edmond Jaloux am 22. August 1949 wurde er als dessen Nachfolger am 12. Januar 1950 zum Mitglied der Académie française gewählt.

## Veröffentlichungen
In seinen Büchern befasste er sich unter anderem mit Persönlichkeiten wie Tamara Platonowna Karsawina, George Barbier, Alice Ozy, Arthur Chassériau, Ambroise Paré, Antoine Watteau, Marcelle Mallet, Nicolas Froment, Paul Cézanne, Édouard Manet, Piero della Francesca, Sandro Botticelli, Pierre-Auguste Renoir. Zu seinen Werken gehören:
- Les compagnes du rêve, 1906
- Quarante petits poèmes, 1907
- La Commedia, 1908
- L’amour masqué, 1908
- Stances et élégies, 1908
- La bien-aimée, 1909
- Suzanne et l’Italie, 1910
- La Maîtresse et l’Amie, 1912
- Poésies, 1906–1912, 1913
- Album dédié à Tamara Karsavina, 1914
- Poésies, 1914
- Propos et promenades, 1914
- La stèle d’un ami, 1916
- Les permissions de Clément Bellin, 1918
- Les papiers de Cléonthe, 1919
- Le dernier rendez-vous, 1920
- Le musée de l’Union centrale des Arts décoratifs au Pavillon de Marsan, 1920
- Un album de dix dessins sur la danse, 1920
- Peau d’ange, 1921
- Rayons croisés, 1921
- L’album italien, 1922
- La reine évanouie, 1923
- Ombres portées, 1923
- Campagne d’Italie, 1924
- Les délices de l’Italie, 1924
- Deux maisons de peintres, 1925
- Les plaisirs d’hier, 1925
- Raymonde Mangematin, 1925
- Beautés de la Provence, 1925
- Éloge de la gourmandise, 1926
- Le chant du rossignol, 1926
- En France, 1927
- Franges, 1927
- Premières amours, 1927
- Les Saintes-Maries-de-la-Mer, 1928
- Nouvelles beautés de la Provence, 1928
- George Barbier, 1929
- Nuit à l’hôtel Beaux-Monts, 1929
- Alice Ozy, ou l’Aspasie moderne, 1930
- Esquisses havanaises, 1930
- D’Athènes à La Havane, via Berlin, 1931
- Souvenirs de la rue des Vignes, 1931
- Donne-moi ton coeur, 1931
- Fauteuil XIII, 1933
- Italiennes, 1934
- Le baron Arthur Chassériau, 1935
- Cartes et estampes,1935
- Ambroise Paré et les Valois, 1936
- Italie, des Alpes à Sienne, 1936
- Watteau, 1937
- „La Rose“, 1938
- L’Homme et les Dieux, 1945
- Trois bouquets provençaux, 1945
- CLX petits faits vrais, 1946
- Le souvenir de Marcelle Mallet, 1946
- Dédié à l’amitié et au souvenir, 1947
- Les peintres provençaux, de Nicolas Froment à Paul Cézanne, 1947
- Fontaines de Provence, 1948
- Les Impressionnistes, de Manet à Cézanne, 1948
- Piero della Francesca, 1949
- Botticelli, 1950
- Italie retrouvée, 1950
- Paris aux yeux du monde, 1951
- Quelques Français en Italie, 1951
- La Provence, 1953
- Images de France, 1954
- Renoir, 1954
- La Sicile, 1955
- Les Impressionnistes, 1955
- Édouard Manet, 1956
- Rome, 1956